# Kompetenzkonfliktgericht
Das Kompetenzkonfliktgericht (türkisch: Uyuşmazlık Mahkemesi) ist eines der obersten Gerichte der Türkei.
Seit 2016 ist Nuri Necipoğlu Präsident des Gerichts.

## Allgemeines
Das Gericht wurde im Jahr 1945 gegründet und entscheidet als erste und letzte Instanz über Kompetenzstreitigkeiten zwischen den ordentlichen Gerichten, Verwaltungsgerichten und Militärgerichten.
Es kann die Urteile des Kassationshofs, des Staatsrats, des Militärkassationshofs und des Hohen Militärverwaltungsgerichtshofs aufheben und ist somit das einzige Judikativorgan, das rechtskräftige Urteile aufheben kann.

## Organisation
Dem Gericht gehören ein Präsident, ein Vizepräsident, zwölf ordentliche und zwölf Ersatzmitglieder an und es besteht aus einem Zivil- und einem Strafsenat. Der Präsident sowie der Vizepräsident werden aus den Reihen der Mitglieder des Verfassungsgerichts gewählt. Die Herkunft der Senatsmitglieder ist aus untenstehender Tabelle zu entnehmen.
|                                     | Zivilsenat             | Zivilsenat       | Strafsenat             | Strafsenat       |
| Herkunft                            | Ordentliche Mitglieder | Ersatzmitglieder | Ordentliche Mitglieder | Ersatzmitglieder |
| Kassationshof                       | 2                      | 2                | 3                      | 3                |
| Staatsrat                           | 2                      | 2                | -                      | -                |
| Hoher Militärverwaltungsgerichtshof | 2                      | 2                | -                      | -                |
| Militärkassationshof                | -                      | -                | 3                      | 3                |
| Gesamt                              | 6                      | 6                | 6                      | 6                |

Die Generalstaatsanwälte der Republik beim Kassationshof, beim Staatsrat, beim Militärkassationshof und beim Hohen Militärverwaltungsgerichtshof sowie von ihnen beauftragte Staatsanwälte können ihre Meinungen schriftlich wie auch mündlich kundtun und sind in diesem Rahmen Staatsanwälte des Kompetenzkonfliktgerichts.